# Udinese Calcio 1989-1990
Questa voce raccoglie le informazioni riguardanti l'Udinese Calcio nelle competizioni ufficiali della stagione 1989-1990.

## Stagione
Nella stagione 1989-1990 l'Udinese rinforzata da due nazionali argentini, il difensore Sensini e l'attaccante Balbo, e dalla bandiera madridista l'esperto Gallego, disputa il campionato di Serie A, tuttavia nell'immediato, questi rinforzi non sono bastati a far fare un salto di qualità alla neopromossa squadra bianconera, che è di nuovo retrocessa con 27 punti, quart'ultima.
Passata per l'avvicendamento in panchina a fine dicembre, di fatto a metà stagione tra Bruno Mazzia e Rino Marchesi, l'Udinese è giunta a giocarsi la salvezza in Serie A all'ultimo turno, in una nutrita bagarre che la vedeva contrapposta a Cesena, Fiorentina, Genoa e Verona per gli ultimi due posti disponibili: pur superando l'Inter campione uscente al Friuli in un pirotecnico (4-3), i risultati provenienti dagli altri campi, hanno condannato i bianconeri all'immediato ritorno in Serie B. Con i friulani sono retrocesse tra i cadetti il Verona, la Cremonese e l'Ascoli. Lo scudetto è stato vinto per la seconda volta dal Napoli, davanti al Milan.
Dopo i mondiali di Italia '90 scoppia un caso Udinese, la Commissione disciplinare, condanna dopo la sentenza d'appello l'Udinese a scontare 5 punti nel prossimo campionato di Serie B, ed inibisce il presidente Giampaolo Pozzo con tre anni di squalifica, per una tentata combine nella partita con la Lazio.
Deludente anche il cammino in Coppa Italia, con i bianconeri friulani eliminati già nel primo turno estivo dal Taranto, una formazione militante in Serie C1, in un epilogo ai tiri di rigore.

## Rosa

I neoacquisti argentini Abel Balbo e Néstor Sensini

| N. |                      | Ruolo | Calciatore                 |
| -- | -------------------- | ----- | -------------------------- |
|    | Italia (bandiera)    | P     | Beniamino Abate            |
|    | Italia (bandiera)    | P     | Claudio Garella            |
|    | Italia (bandiera)    | D     | Andrea Bruniera            |
|    | Italia (bandiera)    | D     | Dino Galparoli             |
|    | Italia (bandiera)    | D     | Settimio Lucci             |
|    | Italia (bandiera)    | D     | Emidio Oddi                |
|    | Italia (bandiera)    | D     | Antonio Paganin            |
|    | Argentina (bandiera) | D     | Néstor Sensini             |
|    | Italia (bandiera)    | C     | Andrea Bianchi             |
|    | Italia (bandiera)    | C     | Giuseppe Catalano          |
|    | Spagna (bandiera)    | C     | Ricardo Gallego (capitano) |
|    | Italia (bandiera)    | C     | Agostino Iacobelli         |

| N. |                      | Ruolo | Calciatore       |
| -- | -------------------- | ----- | ---------------- |
|    | Italia (bandiera)    | C     | Andrea Manzo     |
|    | Italia (bandiera)    | C     | Luca Mattei      |
|    | Italia (bandiera)    | C     | Giuseppe Minaudo |
|    | Italia (bandiera)    | C     | Angelo Orlando   |
|    | Italia (bandiera)    | C     | Willy Pittana    |
|    | Italia (bandiera)    | C     | Fabio Rossitto   |
|    | Italia (bandiera)    | C     | Edy Treppo       |
|    | Italia (bandiera)    | C     | Rodolfo Vanoli   |
|    | Argentina (bandiera) | A     | Abel Balbo       |
|    | Italia (bandiera)    | A     | Marco Branca     |
|    | Italia (bandiera)    | A     | Antonio De Vitis |
|    | Italia (bandiera)    | A     | Fulvio Simonini  |

## Risultati

### Serie A

#### Girone di andata
| Arbitro: | Luci (Firenze) |

|              |           |                 |
| Simonini 45’ | Marcatori | 32’ Tempestilli |

| Arbitro: | Magni (Bergamo) |

|            |           |  |
| Renica 48’ | Marcatori |  |

| Arbitro: | Pezzella (Frattamaggiore) |

|             |           |              |
| Orlando 18’ | Marcatori | 89’ R. Villa |

| Arbitro: | Di Cola (Avezzano) |

|                                        |           |           |
| Ancelotti 45’ Massaro 66’ Rijkaard 83’ | Marcatori | 48’ Balbo |

| Arbitro: | Pairetto (Torino) |

|                                   |           |                                              |
| Sensini 26’ Gallego 28’ Balbo 36’ | Marcatori | 40’ (aut.) A. Paganin 69’ Vialli 85’ Katanec |

| Arbitro: | Fabricatore (Roma) |

|              |           |  |
| Pasculli 10’ | Marcatori |  |

| Arbitro: | Amendolia (Messina) |

|          |           |                                |
| Buso 41’ | Marcatori | 6’ Balbo 67’ (aut.) Battistini |

| Arbitro: | Luci (Firenze) |

|                       |           |                                        |
| Branca 65’ Mattei 85’ | Marcatori | 27’, 20’ D. Fontolan 83’, 86’ Aguilera |

| Arbitro: | Coppetelli (Tivoli) |

|                 |           |              |
| M. Agostini 62’ | Marcatori | 89’ De Vitis |

| Arbitro: | Frigerio (Milano) |

|                        |           |           |
| Branca 65’ Gallego 80’ | Marcatori | 9’ Gritti |

| Arbitro: | Pezzella (Frattamaggiore) |

|                        |           |                      |
| Dezotti 22’ Avanzi 50’ | Marcatori | 45’ Branca 70’ Balbo |

| Arbitro: | Longhi (Roma) |

|                        |           |                              |
| Orlando 77’ Branca 82’ | Marcatori | 23’ Zavarov 64’ D. Fortunato |

| Arbitro: | Trentalange (Torino) |

|                                            |           |            |
| Monelli 14’ (rig.), 60’ (rig.) Carrera 88’ | Marcatori | 50’ Mattei |

| Arbitro: | Coppetelli (Tivoli) |

|                |           |  |
| Balbo 41’, 66’ | Marcatori |  |

| Arbitro: | Felicani (Bologna) |

|                  |           |  |
| G. Bresciani 73’ | Marcatori |  |

| Arbitro: | Beschin (Legnago) |

|  |           |                              |
|  | Marcatori | 76’ (aut.) Vanoli 86’ G. Pin |

| Arbitro: | Stafoggia (Pesaro) |

|                            |           |  |
| Matthaus 27’ Klinsmann 78’ | Marcatori |  |

#### Girone di ritorno
| Arbitro: | Luci (Firenze) |

|                                        |           |           |
| Berthold 16’ Völler 74’ Rizzitelli 90’ | Marcatori | 84’ Balbo |

| Arbitro: | Pairetto (Torino) |

|                        |           |                                   |
| De Vitis 3’ Mattei 86’ | Marcatori | 88’ (rig.) Maradona 90’ Corradini |

| Bologna 17 gennaio 1990 20ª giornata | Bologna           | 0 – 0 referto | Udinese | Stadio Renato Dall'Ara\| Arbitro: \| Dal Forno (Ivrea) \| |
| Arbitro:                             | Dal Forno (Ivrea) |               |         |                                                           |

| Arbitro: | Agnolin (Bassano del Grappa) |

|  |           |                     |
|  | Marcatori | 12’, 80’ Van Basten |

| Arbitro: | Sguizzato (Verona) |

|                                     |           |            |
| R. Mancini 10’, 26’ A. Lombardo 53’ | Marcatori | 11’ Branca |

| Arbitro: | Pezzella (Frattamaggiore) |

|                                    |           |                   |
| De Vitis 19’ (rig.), 66’ Balbo 45’ | Marcatori | 39’ (rig.) Virdis |

| Arbitro: | Magni (Bergamo) |

|            |           |          |
| Mattei 44’ | Marcatori | 45’ Buso |

| Genova 18 febbraio 1990 25ª giornata | Genoa            | 0 – 0 referto | Udinese | Stadio Luigi Ferraris\| Arbitro: \| D'Elia (Salerno) \| |
| Arbitro:                             | D'Elia (Salerno) |               |         |                                                         |

| Arbitro: | Amendolia (Messina) |

|             |           |  |
| Sensini 58’ | Marcatori |  |

| Arbitro: | Longhi (Roma) |

|                                |           |  |
| Magrin 26’ (rig.) Gaudenzi 30’ | Marcatori |  |

| Arbitro: | Luci (Firenze) |

|            |           |              |
| Branca 35’ | Marcatori | 67’ Marcolin |

| Arbitro: | Ceccarini (Livorno) |

|             |           |            |
| Zavarov 12’ | Marcatori | 10’ Branca |

| Arbitro: | Amendolia (Messina) |

|                               |           |                    |
| Balbo 49’ (rig.) Bruniera 87’ | Marcatori | 75’, 88’ G. Loseto |

| Arbitro: | D'Elia (Salerno) |

|               |           |  |
| Cvetkovic 30’ | Marcatori |  |

| Udine 14 aprile 1990 32ª giornata | Udinese                   | 0 – 0 referto | Atalanta | Stadio Friuli\| Arbitro: \| Pezzella (Frattamaggiore) \| |
| Arbitro:                          | Pezzella (Frattamaggiore) |               |          |                                                          |

| Roma 22 aprile 1990 33ª giornata | Lazio           | 0 – 0 referto | Udinese | Stadio Flaminio\| Arbitro: \| Magni (Bergamo) \| |
| Arbitro:                         | Magni (Bergamo) |               |         |                                                  |

| Arbitro: | Agnolin (Bassano del Grappa) |

|                               |           |                                           |
| Balbo 5’, 60’ Branca 15’, 90’ | Marcatori | 18’ A. Serena 71’ Matthaus 79’ Mandorlini |

### Coppa Italia

#### Primo turno
| Arbitro: | Bailo (Novi Ligure) |

|                                |                      |                                        |
| Coppola Raggi Roselli De Solda | Tiri di rigore 4 – 3 | L. Mattei Lucci Balbo Sensini Bruniera |

## Statistiche

### Statistiche di squadra
| Competizione | Punti | In casa | In casa | In casa | In casa | In casa | In casa | In trasferta | In trasferta | In trasferta | In trasferta | In trasferta | In trasferta | Totale | Totale | Totale | Totale | Totale | Totale | DR  |
| Competizione | Punti | G       | V       | N       | P       | Gf      | Gs      | G            | V            | N            | P            | Gf           | Gs           | G      | V      | N      | P      | Gf     | Gs     | DR  |
| ------------ | ----- | ------- | ------- | ------- | ------- | ------- | ------- | ------------ | ------------ | ------------ | ------------ | ------------ | ------------ | ------ | ------ | ------ | ------ | ------ | ------ | --- |
| Serie A      | 27    | 17      | 5       | 9       | 3       | 27      | 26      | 17           | 1            | 6            | 10           | 10           | 25           | 34     | 6      | 15     | 13     | 37     | 51     | -14 |
| Coppa Italia |       | -       | -       | -       | -       | -       | -       | 1            | 0            | 1            | 0            | 0            | 0            | 1      | 0      | 1      | 0      | 0      | 0      | 0   |
| Totale       |       | 17      | 5       | 9       | 3       | 27      | 26      | 18           | 1            | 7            | 10           | 10           | 25           | 35     | 6      | 16     | 13     | 37     | 51     | -14 |

### Statistiche dei giocatori
| Giocatore    | Serie A  | Serie A | Serie A     | Serie A    | Coppa Italia | Coppa Italia | Coppa Italia | Coppa Italia | Totale   | Totale | Totale      | Totale     |
| Giocatore    | Presenze | Reti    | Ammonizioni | Espulsioni | Presenze     | Reti         | Ammonizioni  | Espulsioni   | Presenze | Reti   | Ammonizioni | Espulsioni |
| ------------ | -------- | ------- | ----------- | ---------- | ------------ | ------------ | ------------ | ------------ | -------- | ------ | ----------- | ---------- |
| B. Abate     | 6        | -12     | ?           | ?          | -            | -            | -            | -            | 6        | -12    | 0+          | 0+         |
| A. Balbo     | 28       | 11      | ?           | ?          | 1            | 0            | ?            | ?            | 29       | 11     | ?           | ?          |
| A. Bianchi   | 5        | 0       | ?           | ?          | -            | -            | -            | -            | 5        | 0      | 0+          | 0+         |
| M. Branca    | 27       | 9       | ?           | ?          | -            | -            | -            | -            | 27       | 9      | 0+          | 0+         |
| A. Bruniera  | 28       | 1       | ?           | ?          | 1            | 0            | ?            | ?            | 29       | 1      | ?           | ?          |
| G. Catalano  | 2        | 0       | ?           | ?          | -            | -            | -            | -            | 2        | 0      | 0+          | 0+         |
| A. De Vitis  | 21       | 4       | ?           | ?          | 1            | 0            | ?            | ?            | 22       | 4      | ?           | ?          |
| R. Gallego   | 30       | 2       | ?           | ?          | 1            | 0            | ?            | ?            | 31       | 2      | ?           | ?          |
| D. Galparoli | 21       | 0       | ?           | ?          | 1            | 0            | ?            | ?            | 22       | 0      | ?           | ?          |
| C. Garella   | 28       | -39     | ?           | ?          | 1            | 0            | ?            | ?            | 29       | -39    | ?           | ?          |
| A. Iacobelli | 13       | 0       | ?           | ?          | -            | -            | -            | -            | 13       | 0      | 0+          | 0+         |
| S. Lucci     | 31       | 0       | ?           | ?          | 1            | 0            | ?            | ?            | 32       | 0      | ?           | ?          |
| L. Mattei    | 32       | 4       | ?           | ?          | 1            | 0            | ?            | ?            | 33       | 4      | ?           | ?          |
| G. Minaudo   | 3        | 0       | ?           | ?          | 1            | 0            | ?            | ?            | 4        | 0      | ?           | ?          |
| E. Oddi      | 22       | 0       | ?           | ?          | -            | -            | -            | -            | 22       | 0      | 0+          | 0+         |
| A. Orlando   | 33       | 2       | ?           | ?          | 1            | 0            | ?            | ?            | 34       | 2      | ?           | ?          |
| A. Paganin   | 25       | 0       | ?           | ?          | 1            | 0            | ?            | ?            | 26       | 0      | ?           | ?          |
| F. Rossitto  | 2        | 0       | ?           | ?          | -            | -            | -            | -            | 2        | 0      | 0+          | 0+         |
| N. Sensini   | 33       | 2       | ?           | ?          | 1            | 0            | ?            | ?            | 34       | 2      | ?           | ?          |
| F. Simonini  | 7        | 1       | ?           | ?          | -            | -            | -            | -            | 7        | 1      | 0+          | 0+         |
| E. Treppo    | 1        | 0       | ?           | ?          | -            | -            | -            | -            | 1        | 0      | 0+          | 0+         |
| R. Vanoli    | 29       | 0       | ?           | ?          | 1            | 0            | ?            | ?            | 30       | 0      | ?           | ?          |